# Gabriele Faust-Siehl
Gabriele Faust-Siehl (* 26. April 1950 in Mainz; † 12. Oktober 2013 in Frankfurt am Main) war eine deutsche Grundschulforscherin und Professorin, die sowohl die Grundschuldidaktik als auch empirische Grundschulforschung wesentlich beeinflusste.

## Leben und Wirken
Gabriele Faust-Siehl studierte an der Pädagogischen Hochschule Reutlingen und der Eberhard Karls Universität Tübingen. 1975 absolvierte sie die Erste Staatsprüfung für das Lehramt an Grund- und Hauptschulen an der Pädagogischen Hochschule und erwarb im gleichen Jahr ihr Diplom in Schulpädagogik an der Universität. Von 1975 bis 1991 war sie als Lehrerin an Grundschulen, Ausbildungslehrerin, Mentorin und Leiterin eines Studienseminars tätig. Während dieser Zeit legte sie 1978 die Zweite Staatsprüfung für das Lehramt an Grund- und Hauptschulen ab und wurde 1986 mit ihrer Dissertation „Themenkonstitution als Problem von Didaktik und Unterrichtsforschung“ an der Universität Tübingen promoviert. Hier war sie 1988–1991, neben einer halben Stelle als Lehrerin an einer Tübinger Grundschule, im DFG-Projekt „Religiöse Entwicklung in der Praxis des Religionsunterrichts“ bei ihrem Doktorvater Karl Ernst Nipkow beschäftigt und übernahm Lehraufträge an Pädagogischen Hochschulen.
1991 wurde sie als Professorin für Erziehungswissenschaft mit Schwerpunkt Grundschulpädagogik/Anfangsunterricht an die Pädagogische Hochschule Ludwigsburg berufen. Von 1995 bis 2002 war sie als Professorin für Erziehungswissenschaften mit dem Schwerpunkt Grundschulpädagogik an der Johann Wolfgang Goethe-Universität Frankfurt am Main tätig. 2002 wechselte sie an die Otto-Friedrich-Universität Bamberg, wo sie bis 2013 den Lehrstuhl für Grundschulpädagogik und Grundschuldidaktik innehatte.

## Forschungsschwerpunkt und Bedeutung
Ihre Forschungsschwerpunkte lagen zum einen im Bereich des Schulanfangs, des Übergangs vom Kindergarten in die Schule und des Anfangsunterrichts und zugleich in der empirischen Fundierung der Lehrerbildung. In beiden Feldern leistete Gabriele Faust wesentliche Beiträge zur Weiterentwicklung der Grundschuldidaktik und der Grundschulforschung. So wurden von ihr zahlreiche bedeutende empirische Forschungsprojekte zum Lernen im Grundschulalter sowie zur Bildung von Grundschullehrkräften z. T. auch fächer- und universitätsübergreifend initiiert und durchgeführt.
Als Hochschullehrerin war Gabriele Faust-Siehl auch bildungspolitisch und hochschulpolitisch engagiert und übernahm hier langjährig in leitenden Positionen Verantwortung. Von 1984 bis 2000 war sie im Bundesvorstand des Arbeitskreises Grundschule/der Grundschulverband e.V. aktiv und gründete 1992 die Landesgruppe Baden-Württemberg, die sie als Vorsitzende leitete. An der Goethe-Universität Frankfurt engagierte sie sich von 1995 bis 2002 im Vorstandsteam der „Gemeinsamen Kommission für fachbereichsübergreifende Fragen der Lehrerausbildung“.
Insbesondere in ihrer letzten Arbeitsphase als Professorin der Otto-Friedrich-Universität Bamberg hat sie zahlreiche überuniversitäre empirische Forschungsprojekte zur Grundschullehrerausbildung sowie zum Lernen im Grundschulalter angestoßen und durchgeführt, so z. B. das Projekt „PERLE – Persönlichkeits- und Lernentwicklung von Grundschulkindern“.  Die Antragstellung der DFG-Forschergruppe „BIKS – Bildungsprozesse, Kompetenzentwicklung und Selektionsentscheidungen im Vor- und Grundschulalter“ ist auf ihre Initiative zurückzuführen, auch an der Gründung des Nationalen Bildungspanels war sie beteiligt. Seit 2005 war sie im wissenschaftlichen Beirat von „STEG“, einer nationalen Studie zur Entwicklung von Ganztagsschulen sowie Mitglied im nationalen Konsortium von IGLU, der internationalen Grundschul-Leseuntersuchung. Seit 2008 war sie zudem Mitglied des Konsortiums „NEPS“, des Nationalen Bildungspanels in den Bereichen Kindergarten/Grundschule/Sekundarbereich.
Gabriele Faust-Siehl war mit ihrer unglaublichen Schaffenskraft und Energie sowie ihrem Lebensmut und ihrer positiven Einstellung trotz ihrer langen und schweren Krankheit ein nachdrückliches Vorbild für ihr Umfeld. Sie prägte, förderte und unterstützte als Hochschullehrerin über mehr als zwanzig Jahre angehende Lehrerinnen und Lehrer und inspirierte nicht zuletzt durch ihre eigene Begeisterung den wissenschaftlichen Nachwuchs dazu, sich intensiv und empirisch forschend mit Fragen der Grundschulpädagogik und angrenzenden Disziplinen auseinanderzusetzen. Auch damit trug sie nachhaltig zur Weiterentwicklung der Grundschulpädagogik und des Grundschulunterrichtes bei.

## Publikationen (Auswahl)
- mit Frank Lipowsky: Persönlichkeits- und Lernentwicklung an staatlichen und privaten Grundschulen. Ergebnisse der PERLE-Studie zu den ersten beiden Schuljahren. Kastens, 2013
- Einschulung: Ergebnisse aus der Studie „Bildungsprozesse, Kompetenzentwicklung und Selektionsentscheidungen im Vorschul- und Schulalter (BiKS)“. Waxmann, Münster 2013
- Anschlussfähige Bildungsprozesse im Elementar- und Primarbereich. Klinkhardt, Bad Heilbrunn 2004
- Schulanfang ohne Umwege: mehr Flexibilität im Bildungswesen. Grundschulverband, Frankfurt am Main 2001
- mit Richard Meier, Henning Unglaube (Hrsg.): Sachunterricht in der Grundschule. Arbeitskreis Grundschule, Grundschulverband, Bd. 101, Frankfurt am Main 1997
- mit Ariane Garlichs, Jörg Ramseger, Hermann Schwarz, Ute Warm (Hrsg.): Die Zukunft beginnt in der Grundschule. Arbeitskreis Grundschule, Grundschulverband, Bd. 98, Frankfurt am Main 1996
- mit Rudolf Schmitt, Renate Valtin (Hrsg.): Kinder heute – Herausforderung für die Grundschule. Arbeitskreis Grundschule, Bd. 79/80, Frankfurt am Main 1990
- mit Friedrich Schweitzer (Hrsg.): Religion in der Grundschule. Arbeitskreis Grundschule, Bd. 92/93, Frankfurt am Main 1994
- mit Eva-Maria Bauer, Werner Bauer, Uta Wallaschek: Mit Kindern Stille entdecken. Diesterweg, 1991
- Themenkonstitution als Problem von Didaktik und Unterrichtsforschung. Weinheim: Dt. Stud. Verlag, Weinheim 1987